# Walerie Alexandrow
Ingrid Walerie Alexandrow, född 13 november 1913 i Stockholm, död 14 augusti 1989 i Norrtälje, var en svensk barnskådespelare.

## Filmografi
- 1918 – Thomas Graals bästa barn
- 1918 – Berg-Ejvind och hans hustru